# Pulnoy
Pulnoy är en kommun i departementet Meurthe-et-Moselle i regionen Grand Est (tidigare regionen Lorraine) i nordöstra Frankrike. Kommunen ligger i kantonen Seichamps som tillhör arrondissementet Nancy. År 2022 hade Pulnoy 5 123 invånare.

## Befolkningsutveckling
Antalet invånare i kommunen Pulnoy
| Referens: INSEE |